# Dichochrysa cognatella
Dichochrysa cognatella är en insektsart som först beskrevs av Hanjiro Okamoto 1914. 
Dichochrysa cognatella ingår i släktet Dichochrysa och familjen guldögonsländor. Inga underarter finns listade i Catalogue of Life.